# Miletus perlucidus
Miletus perlucidus är en fjärilsart som beskrevs av Hans Fruhstorfer 1913. Miletus perlucidus ingår i släktet Miletus och familjen juvelvingar. Inga underarter finns listade i Catalogue of Life.